# Phetchaburi (provins)
Phetchaburi (thai: เพชรบุรี) är en thailändsk provins (changwat). Den finns i den västra delen av Thailand. Provinsen hade år 2000 435 377 invånare på en areal av 6 225,1 km². Provinshuvudstaden är Phetchaburi. Inom provinsen ligger bland annat turistorten Cha Am.

## Administrativ indelning
Provinsen är indelad 8 distrikt (amphoe). Distrikten är i sin tur indelade i 93 subdistrikt (tambon) och 681 byar (muban).